# Équipe d'Irlande de rugby à XV à la Coupe du monde 1999
L'équipe d'Irlande a été éliminée en match de barrage pour la qualification en quart de finale de la Coupe du monde de rugby 1999 par l'équipe d'Argentine.
Les joueurs suivants ont joué pendant cette coupe du monde 1999. Les noms en gras indiquent les joueurs qui étaient titulaires lors du match de barrage.

## Première Ligne
- Paul Wallace
- Keith Wood
- Reggie Corrigan
- Justin Fitzpatrick
- Ross Nesdale
- Angus McKeen

## Deuxième Ligne
- Malcolm O'Kelly
- Jeremy Davidson
- Paddy Johns
- Bob Casey

## Troisième Ligne
- Dion O'Cuinneagain  (capitaine)
- Andy Ward
- Kieron Dawson
- Alan Quinlan
- Eric Miller

## Demi de mêlée
- Tom Tierney
- Brian O'Meara

## Demi d’ouverture
- David Humphreys
- Eric Elwood

## Trois-quarts centre
- Brian O'Driscoll
- Kevin Maggs
- Mike Mullins
- Jonathan Bell

## Trois-quarts aile
- Matt Mostyn
- Justin Bishop
- James Topping

## Arrière
- Conor O'Shea
- Gordon D'Arcy

## Meilleur marqueur d'essais
- Keith Wood

## Meilleur réalisateur
- David Humphreys